# Mirzakyshlakh
Mirzakyshlakh är en ort i Azerbajdzjan.   Den ligger i distriktet Quba Rayonu, i den nordöstra delen av landet, 150 km nordväst om huvudstaden Baku. Mirzakyshlakh ligger 250 meter över havet och antalet invånare är 517.
Terrängen runt Mirzakyshlakh är platt norrut, men söderut är den kuperad. Runt Mirzakyshlakh är det ganska tätbefolkat, med 65 invånare per kvadratkilometer.. Närmaste större samhälle är Xaçmaz, 13,6 km nordost om Mirzakyshlakh. 
Trakten runt Mirzakyshlakh består till största delen av jordbruksmark.